# Will Simpson
William Simpson, detto Will (Springfield, 9 giugno 1959), è un cavaliere statunitense, vincitore della medaglia d'oro nel salto ostacoli a squadre, alle olimpiadi di Pechino 2008.

## Palmarès
- Giochi olimpici: 1
 Oro a Pechino 2008 (Salto ostacoli a squadre)